# Territorio de Misisipi
El Territorio de Misisipi (Territory of Mississippi, en inglés) fue un territorio histórico organizado de los Estados Unidos de América desde el 7 de abril de 1798, y ampliado dos veces (en 1804 y 1812), extendiéndose desde el golfo de México hasta la frontera sur de Tennessee. Georgia dejó la parte norte en 1802, y la región de la costa del golfo fue adquirida por España. Al principio el Territorio de Misisipi incluyó lo que es en la actualidad Alabama, y 9 meses antes Misisipi fue admitida en la Unión en 1817, el Territorio de Alabama al este se separó el 3 de marzo. El 10 de diciembre de 1817, Misisipi fue admitido en la Unión como el 20º estado.

## Historia
El territorio de Misisipi fue organizado en 1798 con las tierras que habían sido disputadas por los Estados Unidos y España, hasta que España las cediera por el tratado de San Lorenzo de 1795. Esta área se extendió desde los 31º latitud norte hasta los 32°28' N, aproximadamente la mitad de los actuales estados de Alabama y Misisipi.
El estado de Georgia mantuvo una reclamación sobre casi toda el área correspondiente a los actuales estados de Alabama y Misisipi (de 31° N a 35° N) hasta que desistió de su reclamación en 1802. Dos años más tarde, el Congreso amplió los límites del Territorio de Misisipi para incluir toda la cesión de Georgia.
En 1812, el Congreso de los Estados Unidos anexionó al Territorio de Misisipi el Distrito de Mobila (en inglés: Mobile District), una región administrativa del territorio de la Nueva España en la Florida Occidental, afirmando que estaba incluido en la Compra de Luisiana, aunque España lo discutía y mantuviera su reclamación sobre el área. Al año siguiente, el general James Wilkinson ocupó este distrito con una fuerza militar, el comandante español no ofreció resistencia.
El 3 de marzo de 1817, el Territorio de Misisipi fue dividido, y la parte occidental se convirtió en el estado de Misisipi, y la parte este en el Territorio de Alabama, con la ciudad de St. Stephens, en el río Tombigbee, como sede temporal de gobierno.